# 小行星8129
小行星8129（英語：8129 Michaelbusch）是一颗围绕太阳公转的小行星。1975年9月30日，舒爾特·巴斯在帕洛马山发现了此天体。
这颗小行星的绝对星等为159.8275855781938等。